# Norska sjömanskyrkan, Göteborg

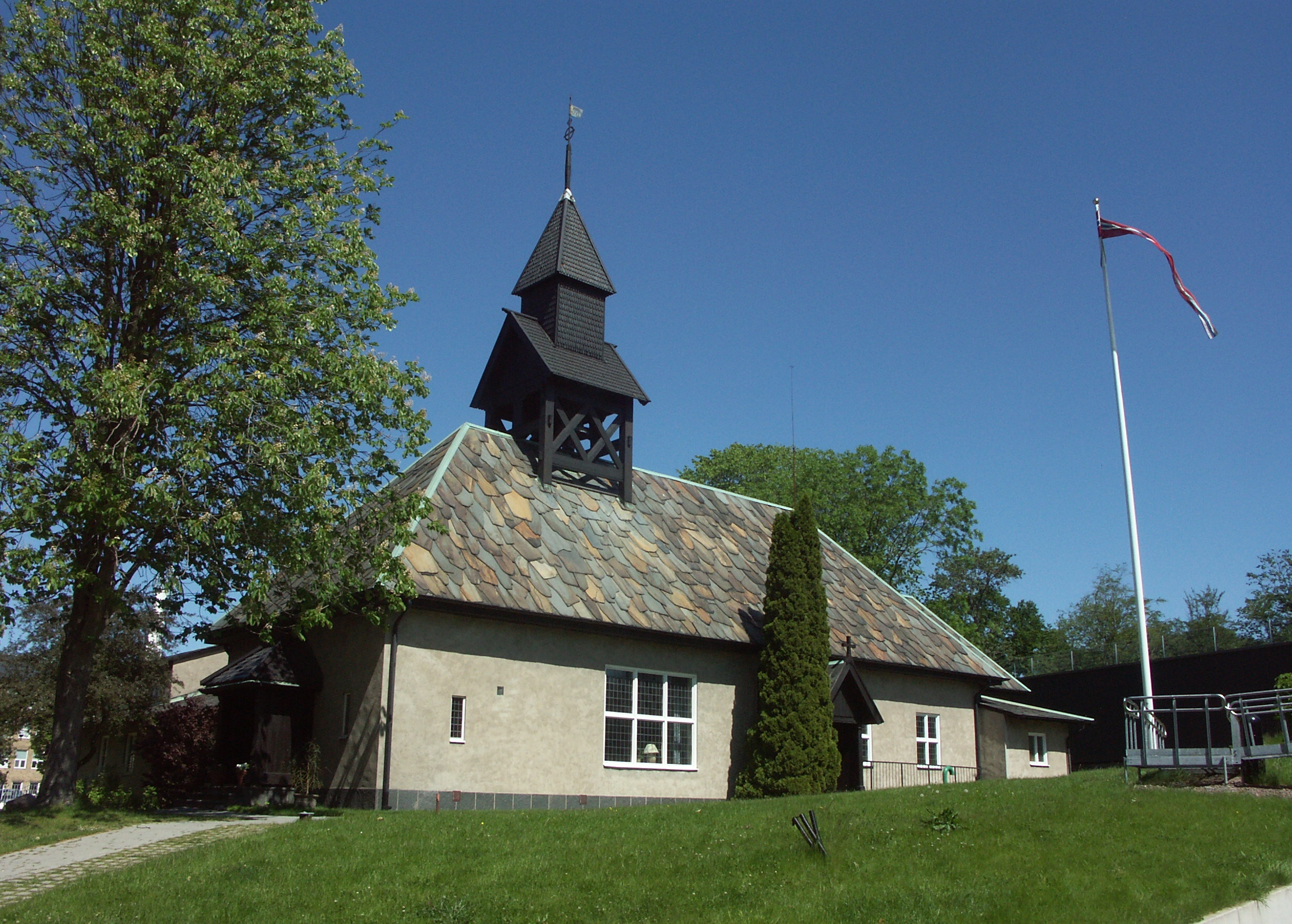
Norska sjömanskyrkan i maj 2009

Norska sjömanskyrkan i Göteborg är en kyrkobyggnad i Göteborg. Den ligger granne med biografen Filmstaden Bergakungen på Evenemangsstråket i centrala Göteborg. Kyrkan har drivits av den norska organisationen Sjømannskirken.

## Om kyrkan
Kyrkan är från 1958 och har 180 platser. Arkitekter var Gudolf Blakstad och Herman Munthe-Kaas. Den ersatte den första norska sjömanskyrkan i Göteborg, Brakkekirka, som låg vid Nils Ericsonterminalen och användes i tio år. Huset som invigdes 1958 förvaltades sedan det byggdes av den Norska sjömanskyrkan i Bergen genom en fast stationerad personalstyrka på plats i Göteborg.
Den Norska sjömanskyrkan avvecklade sin fasta verksamhet i Göteborg 2011 och den 1 september tog den nystartade föreningen Norges Hus över ägandet, driften och ansvaret för den f.d. Norska sjömanskyrkan. Föreningen består bland annat av norrmän med supporters som är bofasta i Göteborg. I fastigheten kommer det framöver att arrangeras norsk kultur, med konserter, teater, film och mycket annat. Det norska näringslivet i Göteborg flyttar också in genom att den Norsk - Svenska Handelskammaren tar plats i Norges Hus. Sedan tidigare finns Norges generalkonsulat i huset.
I samarbete med Norska sjömanskyrkan i Bergen kommer det även framöver att arrangeras norska gudstjänster vid cirka tio tillfällen per år. En ekonomisk förening har bildats och skrivit avtal med Göteborgs kommun om ett arrende av tomten. Göteborgs kommun har ägt tomten sedan huset byggdes 1958.